# Asystasia malawiana
Asystasia malawiana là một loài thực vật có hoa trong họ Ô rô. Loài này được Brummitt & Chisumpa mô tả khoa học đầu tiên năm 1978.